# Street Fighter EX
Street Fighter EX (ストリートファイターEX?, Sutorīto Faitā EX) è un videogioco arcade sviluppato da Arika e pubblicato nel 1996 da Capcom. Si tratta di uno spin-off della serie Street Fighter, e il primo della serie ad avere grafica 3D. Del videogioco è stata realizzata una conversione per PlayStation dal titolo Street Fighter EX Plus α.

## Modalità di gioco
Il picchiaduro presenta un sistema di gioco simile a quello di Street Fighter II e Street Fighter Alpha. Nella versione cabinato compaiono 17 personaggi.